# Birger Schlaug
Axel Birger Schlaug, född 29 januari 1949 i Gustav Vasa församling i Stockholms stad, är en svensk debattör, författare, bloggare och politiker. Han var språkrör för Miljöpartiet 1985–1988 och 1992–2000. Under 2000-talet och 2010-talet har han dock antagit en i vissa avseenden kritisk hållning till det parti som han var med och grundade och även varit ledare inom under många år, och särskilt då mot dess ledning.

## Politiska uppdrag
Birger Schlaug var språkrör för Miljöpartiet de gröna 1985–1988 och 1992–2000 och riksdagsledamot 1994–2001 (samt tjänstgörande ersättare i riksdagen 1988–1989). Dessförinnan var han kommunalt verksam i Vingåker 1982–1988. Under sin tid som språkrör inriktade han sig speciellt på så kallad grön ekonomi, skrev en rad rapporter (bland annat om nordisk union, biståndspolitik, energipolitik och friår) samt gjorde en rad utredningar, bland andra Grön skatteväxling (1991) och Avvecklingsplan för kärnkraft och fossila bränslen (1990).
Under Schlaugs tid som språkrör kom Miljöpartiet in i riksdagen för första gången i valet 1988, och tog sig återigen in i riksdagen i valet 1994 efter att i valet 1991 ha fallit ur. Efter valet 1998 blev partiet ett samarbetsparti till den socialdemokratiska regeringen, och fick för första gången vara med om att förhandla fram statsbudgeten.

## Övriga engagemang

### Böcker
Schlaug har skrivit flera böcker och medverkat i ett tiotal antologier. I Gud älskar att färdas i en rosa Cadillac (2006) berättar Schlaug i romanform om Elvis liv, från de första hårda åren tills han fick sitt genombrott och blev superstjärna och ett antal år senare det tragiska slutet. Med denna historia som bas tecknas en tidsspegel som skildrar USA:s utveckling från 1950-talet och framåt i den amerikanska söder som är präglad av konservatism och skarp åtskillnad mellan den svarta och den vita kulturen. I denna kultur har Elvis som vit musiker det svårt, eftersom han inspireras av de svartas musik med artister som B.B. King, Ike Turner, Willie Mae Thornton och Lloyd Price.
Schlaug har sagt att han lyssnade mycket på Elvis i sina barn- och ungdomsår. Med boken som utgångspunkt gjorde Schlaug tillsammans med den engelske sångaren Fred Lane föreställningen Delvis Presley som spelades ett åttiotal gånger.
2020 utkom boken Vad ska vi ha samhället till? där författaren enligt förordet gör en slutplädering för de åsikter han burit och fortfarande bär. En socialekologisk blandekonomi – där balans uppnås mellan såväl globalisering och självtillit som mellan marknad och politik – bör ersätta den sentida globaliserade kapitalism som blivit alltför kreativ för människans, samhällets och planetens bästa. Historiska lärdomar skall tas tillvara: upprepning av brister, misstag, elitism och övergrepp som förekom i den reellt existerande socialismen ska bannlysas. Människans frihetsrum skall värnas inom ramen för ett solidariskt samhälle där ansvar tas för såväl nuvarande som kommande generationers möjligheter att leva goda liv. Naturen och andra arter skall inte bara ses som resurser som kan brukas och förbrukas, utan som egenvärden oavsett formell nytta för människan. Varje kapitel inleds med ett citat av Elin Wägner.
Birger Schlaug föreläser, vid sidan av miljö och ekonomi, sedan början av 2000-talet om Elin Wägners liv, författarskap och filosofi. Han har också varit ordförande i Vingåkers volleybollklubb samt är inbiten djurgårdare.

### TV-framträdanden
Efter åren som politiker har Schlaug bland annat arbetat som programledare i SVT:s En bok, en författare, där han gjorde fler än 90 program. Han medverkade under många år i Nyhetspanelen i SVT:s morgonprogram. Han intog en kritisk hållning till utvecklingen i det parti han själv varit aktiv i under många år, och även varit språkrör för. Han menar bland annat att det parti som växte fram de första åren på 2000-talet blev toppstyrt och att idealismen och visionerna, som fanns i partiets ungdom, inte fanns på samma sätt längre. 

### Krönikör och debattör
Schlaug har medverkat som krönikör i bland annat socialistiska ETC, moderata Borås Tidning, liberala Katrineholms-Kuriren samt  Fria Tidningar, Syre och Helsingborgs Dagblad. Sedan 2017 skriver han ledarartiklar i ETC samt krönikor i Syre. Följande är några exempel:
- MP-kritik i DN: I november 2016 var Birger Schlaug en av åtta före detta språkrör, bland annat Per Gahrton och Eva Goës, för Miljöpartiet som i en gemensam debattartikel, publicerad i Dagens Nyheter, anklagade Miljöpartiet för att ha svikit de gamla gröna idealen och blivit ett "visionslöst etablissemangsparti". I artikeln kritiseras också den interna partipiskan och att Miljöpartiets partiledning tycks identifiera sig mer med den socialdemokratiskt dominerande regeringen än med sitt eget parti. Schlaug och övriga före detta språkrör avslutade artikeln med en vädjan till Miljöpartiets ledning att känna tillit till de gröna värderingarna, våga driva opinionsbildning och möta internkritik med respekt.[6]
- Ledarartiklar i ETC: Som ledarskribent i ETC har Schlaug bland annat skrivit om kärnkraft, högerextremism i Europa, det amerikanska presidentvalet 2016, frihandel, "kriget mot terrorismen", tvåpartisystemet och ekonomismen.[7]

### Provoka
Schlaug är delägare i företaget Provoka, som arbetar med opinionsbildning, kommunikationsutbildning, text och bild. Under några år delades PROVOKA-priset ut till den eller de som på ett kvalificerat sätt, utan inslag av våld, lyckats påverka normer, samhällsdebatt och reella beslut i etisk och hållbar riktning.

## Privatliv
Birger Schlaug är gift med konstnären Lena Rosén Schlaug, född 1962. Han har tidigare varit gift med Lena Schlaug, född Börjesson 1944. Båda fruarna har varit aktiva i Miljöpartiet de Gröna. Lena Schlaug var partiets första ledamot i Vingåkers kommunfullmäktige 1982.
Schlaug bor i Byle i Skedevi församling, Finspångs kommun. Han har tidigare bott i Vingåker.

### Medverkan i antologier
- After work : farväl till arbetslinjen (2018)
- Att slakta en guldkalv - visioner om ett hållbart samhälle (2015)
- Att svära i kyrkan - om evig tillväxt på en ändlig planet (2013)
- Välj Energi (1990)
- Utbyggnad pågår – om kooperativ utveckling (1990)
- Handbok för vardagsekologi (1993)
- Livet har lärt mig (1995)
- Det nya klassamhället (1996)
- Elin Wägner – det första fotstegets moder (2009)